# Benzoilecgonina
La benzoilecgonina o benzoato d'ecgonina è il principale metabolita della cocaina (benzoilmetilecgonina).
La sostanza si forma nel fegato attraverso il metabolismo della cocaina, catalizzato dalle carbossilesterasi e successivamente escreto nell'urina, in cui si trova per un tempo notevolmente più lungo della cocaina stessa, la quale viene generalmente eliminata entro 5 giorni.

## Farmacocinetica
Chimicamente, la benzoilecgonina è l'estere benzoato dell'ecgonina. ed è un primario metabolita della cocaina.

## Rilevazione
La benzoilecgonina è la sostanza rilevata nella maggior parte delle analisi urinarie effettuate per rilevare l'assunzione di cocaina. Corrispondente dell'acido carbossilico della cocaina, è suo estere metilico.

## Presenza nelle acque
Talvolta, è possibile rinvenire la presenza della benzoilecgonina disciolta nelle acque reflue delle fogne e nelle acque fluviali.
Nel 2005, alcuni ricercatori dell'Istituto di ricerche farmacologiche "Mario Negri" di Milano e dell'Università dell'Insubria hanno trovato una quantità sorprendentemente alta di benzoilecgonina nelle acque del fiume Po, utilizzando poi il dato di tale analisi per stimare il numero di consumatori di cocaina presenti nell'area padana. È stato stimato che ogni giorno il fiume Po trasporti un equivalente di 4 kg di cocaina, pari a 40.000 dosi al giorno su una popolazione di circa cinque milioni di persone.
Nel 2006 è stato condotto uno studio simile nella località sciistica svizzera di Sankt Moritz, utilizzando campioni di acque reflue per stimare il consumo giornaliero di cocaina della popolazione.
Uno studio condotto nel Regno Unito ha trovato tracce di benzoilecgonina nell'acqua potabile del paese, insieme a tracce di carbamazepina (un anticonvulsivo) e ibuprofene (un comune farmaco antinfiammatorio non steroideo), anche se lo studio ha notato che la quantità di ogni composto presente era di diversi ordini di grandezza inferiore alla dose terapeutica e quindi non costituiva un rischio per la popolazione.
Studi preliminari sui sistemi ecologici hanno dimostrato che la benzoilecgonina potrebbe potenziali problemi di tossicità. Sono in corso ricerche sulle opzioni di degradazione, come l'ossidazione avanzata e la fotocatalisi di questo metabolita nel tentativo di ridurre le concentrazioni nei rifiuti e nelle acque superficiali. A concentrazioni rilevanti per l'ambiente, è stato dimostrato che la benzoilecgonina ha un impatto ecologico negativo.